# 아르헨티나 영화
아르헨티나 영화는 역사적으로 라틴아메리카의 영화에서 멕시코, 브라질과 더불어 가장 발전한 세 나라 가운데 하나의 영화로 간주된다.
아르헨티나는 1970년 기준으로 영화관 1,644개, 연관객수 5,390만명, 인구 1인당 연 입장 평균 회수 2회로서 중남미의 왕성한 영화 산업국이었다. 〈가우촌전쟁〉으로 유명한 루카스 데마레는 국민적인 주제의 〈라사후라〉를 발표하여 주목을 끌었고 그 다음 세대로서 토레리오스 감독의 아들인 레오폴드 토레닐손이 〈페론말기〉로 데뷔, 〈몰락〉〈천사의 집〉(1957) 등으로 남미의 정치 생활을 묘사하여 개성이 강한 영화작가로서 세계적인 주목을 끌고 있다. 그 밖에 페르난도 아야라의 활약과 로베르포군 등이 새시대 운동을 전개하였다.

## 같이 보기
- 마르델플라타 국제 영화제